# NGC 108
Az NGC 108 egy lentikuláris galaxis, ami a Földtől 220 millió évre található az Androméda-galaxisban. William Herschel fedezte fel 1784. szeptember 11-én.